# Кольчато-пластинчатый доспех

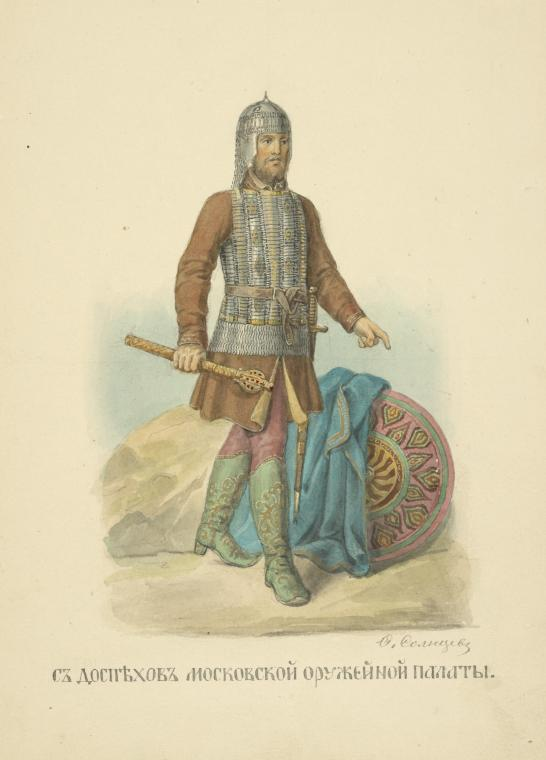
Ратник в бехтерце и мисюрке. Литография из альбома Ф. Г. Солнцева «Древности Российского государства»

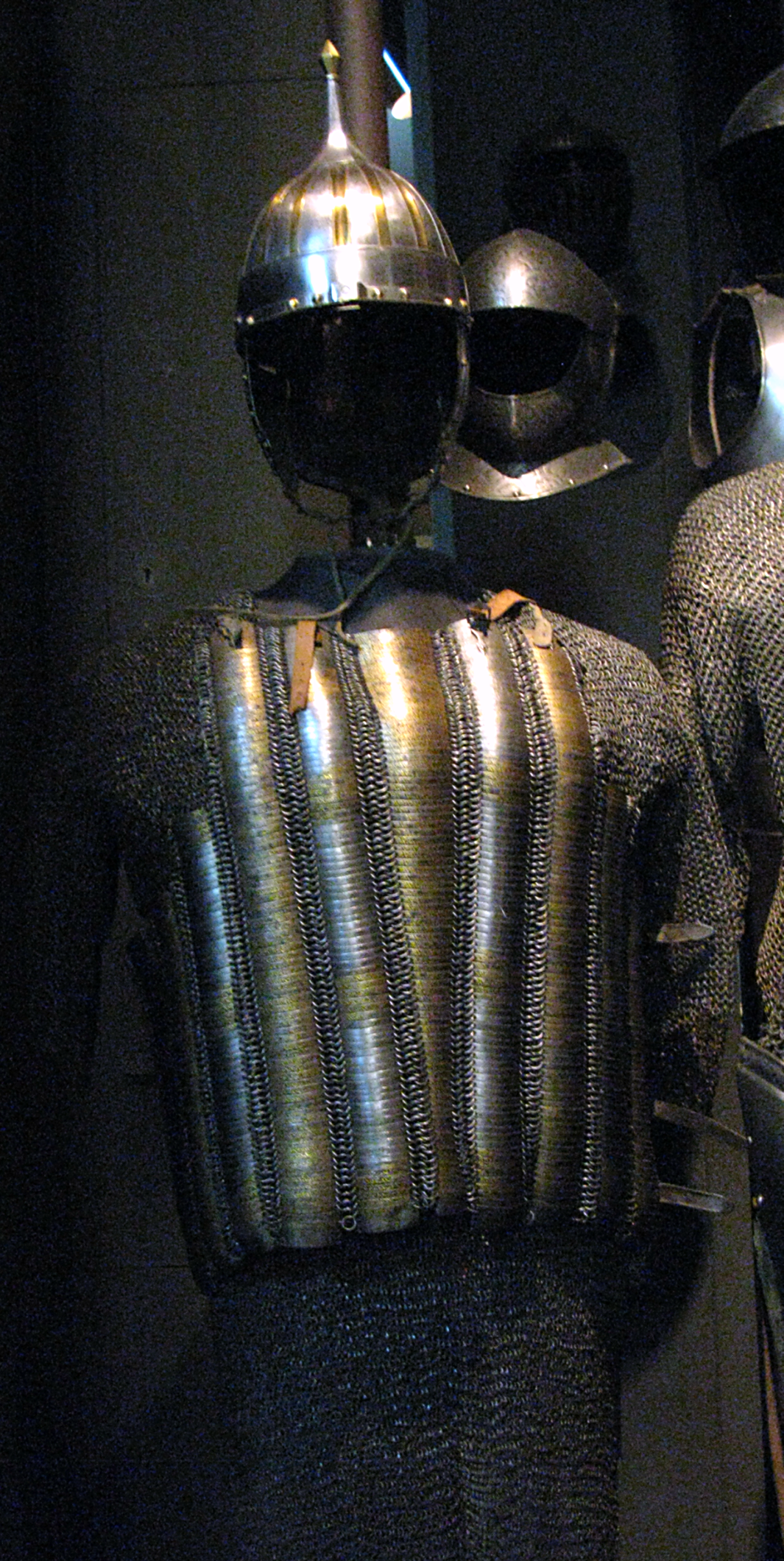
Русский бехтерец (первая половина XVII века)

Кольчато-пластинчатый доспех — разновидность доспеха из металлических пластин, соединённых друг с другом при помощи отдельных колец или вставок кольчужного полотна, зачастую дополненный кольчужными рукавами, полами.
Кольчато-пластинчатый доспех мог носиться в комплекте с дополнительными защитными элементами, такими, как оплечья, наручи и поножи. Распространены были на Руси и на Востоке, сочетали в себе гибкость кольчуги и прочность пластинчатого доспеха. Воин в кольчато-пластинчатом доспехе был хорошо защищен, и в то же время сохранял подвижность, гибкость и высокую скорость перемещения. В связи с этим против них применялись кончары и эстоки, а также копья с гранёными наконечниками.

## Русь, Польша, Литва, Ближний Восток, Средняя Азия, Индия и Пакистан

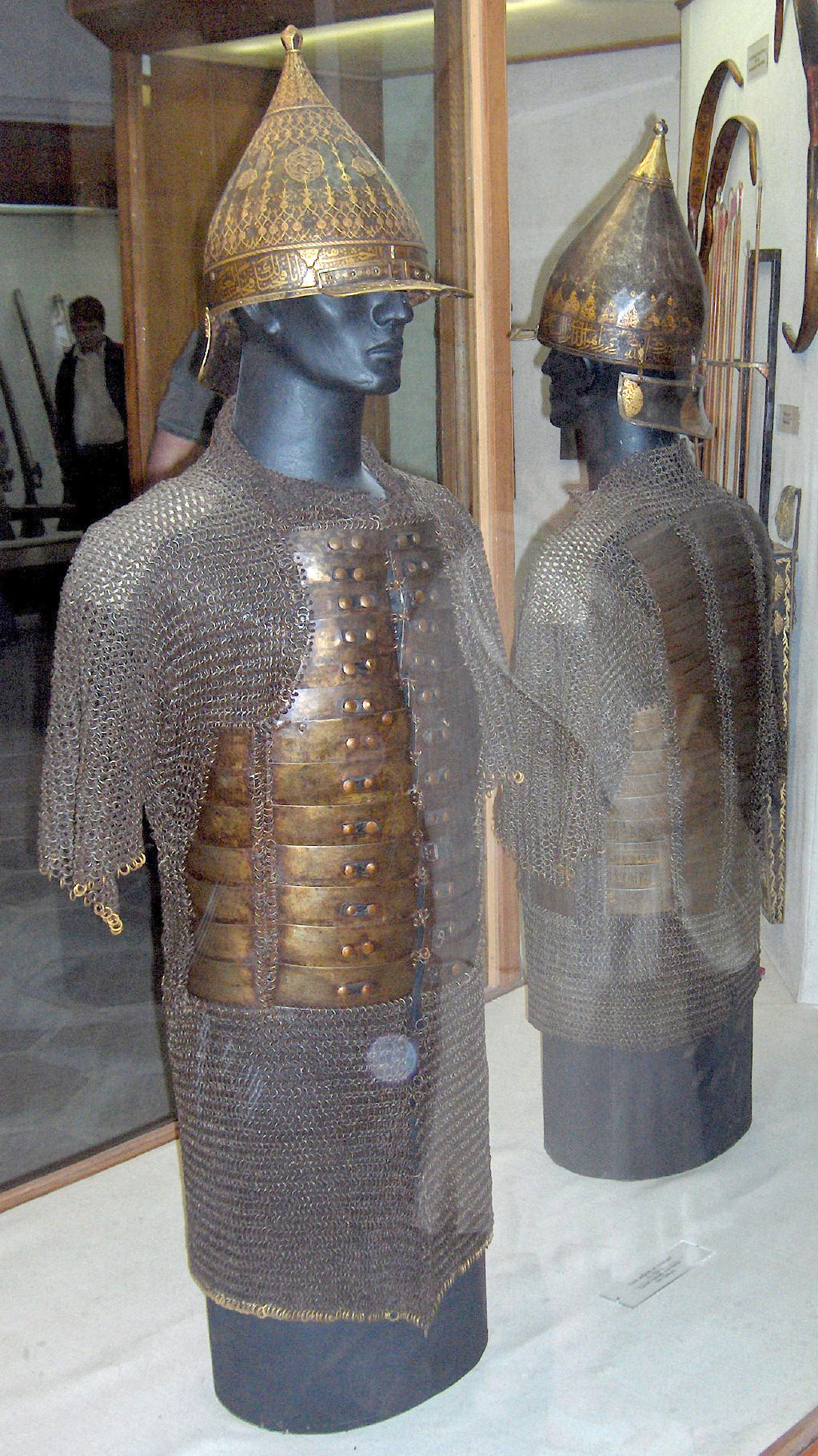
Турецкие юшманы нач. XVI в. Музей дворца Топкапы, Стамбул

Бехтерец и юшман состоят из горизонтальных пластин, сплетённых внахлёст в вертикальные ряды, а калантарь — из относительно крупных квадратных или прямоугольных пластин, сплетённых без нахлёста. Разница между бехтерецом и юшманом состоит в размере пластин — бехтерец сплетён из мелких пластин с большим перехлёстом, а пластины юшмана крупные, сходные размером с пластинами калантарей. Как правило, юшман имеет на груди всего два ряда длинных и относительно узких пластин, сплетённых с небольшим перехлёстом. При этом юшман своим внешним видом, а именно чёткими горизонтальными полосами брони, несколько напоминает ламинарный доспех.

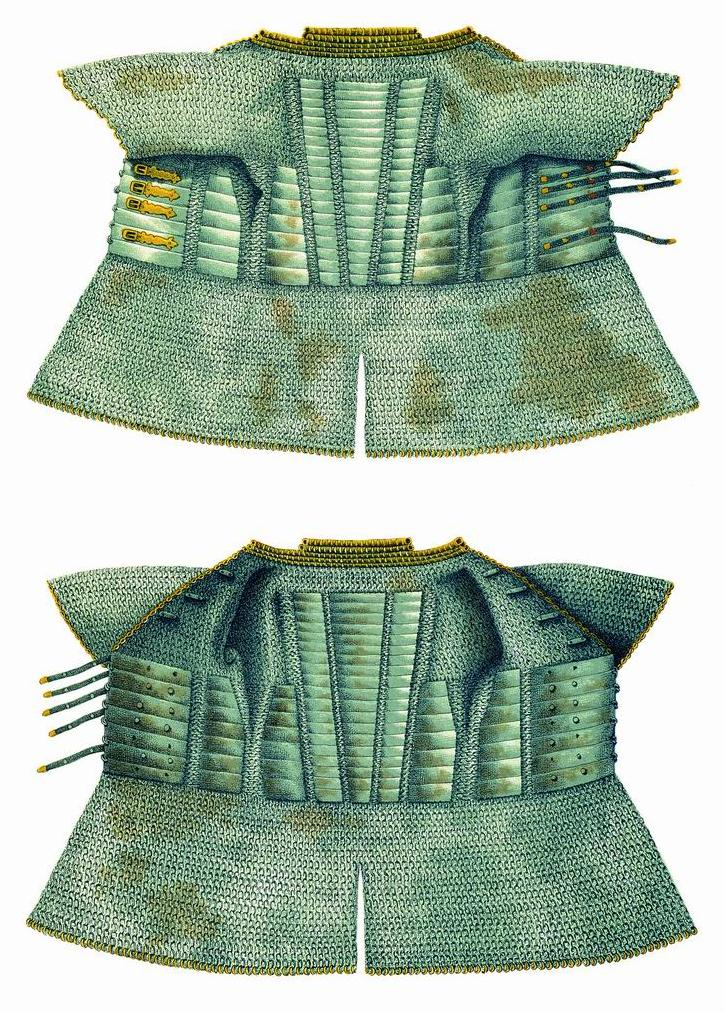
Юшман из Оружейной палаты. Литография из альбома Ф. Г. Солнцева «Древности Российского государства»

Краткое упоминание в Энциклопедическом словаре Брокгауза и Ефрона:
Бахтерец, или бехтерец, от монгольского «бектер» — «панцырь» или «кольчуга», у которых на груди и спине, а иногда и боках было по нескольку рядов мелких пластин или досок из железа или меди, часто с серебряною или золотою насечкой.

Калантарь — доспех без рукавов, из крупных металлических досок; у пояса прикреплялась кольчужная (иногда панцырная) сеть до колен.

Юшман, или юмшан, — панцырь или кольчуга с крупными досками, подобно калантарю, но расположенными вертикально.
NB: в цитате старорусская орфография!

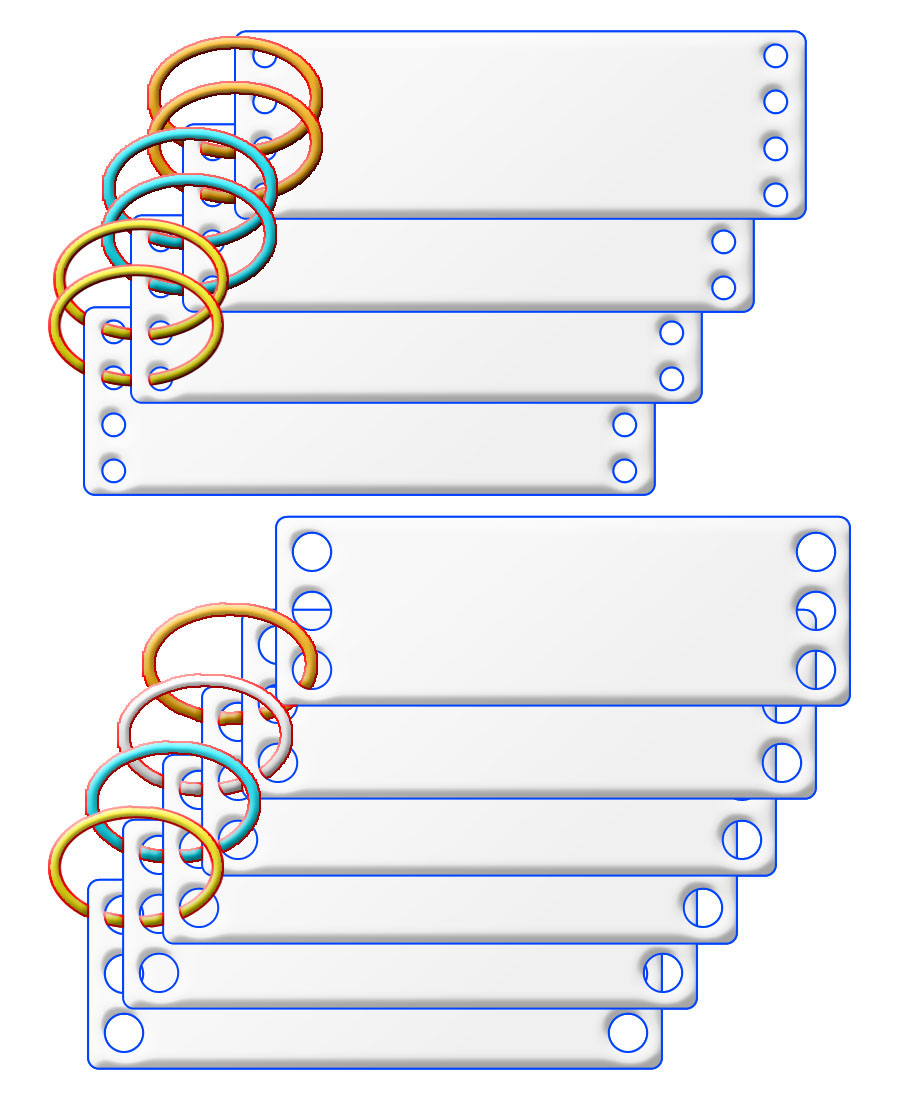
Бехтерецовое плетение

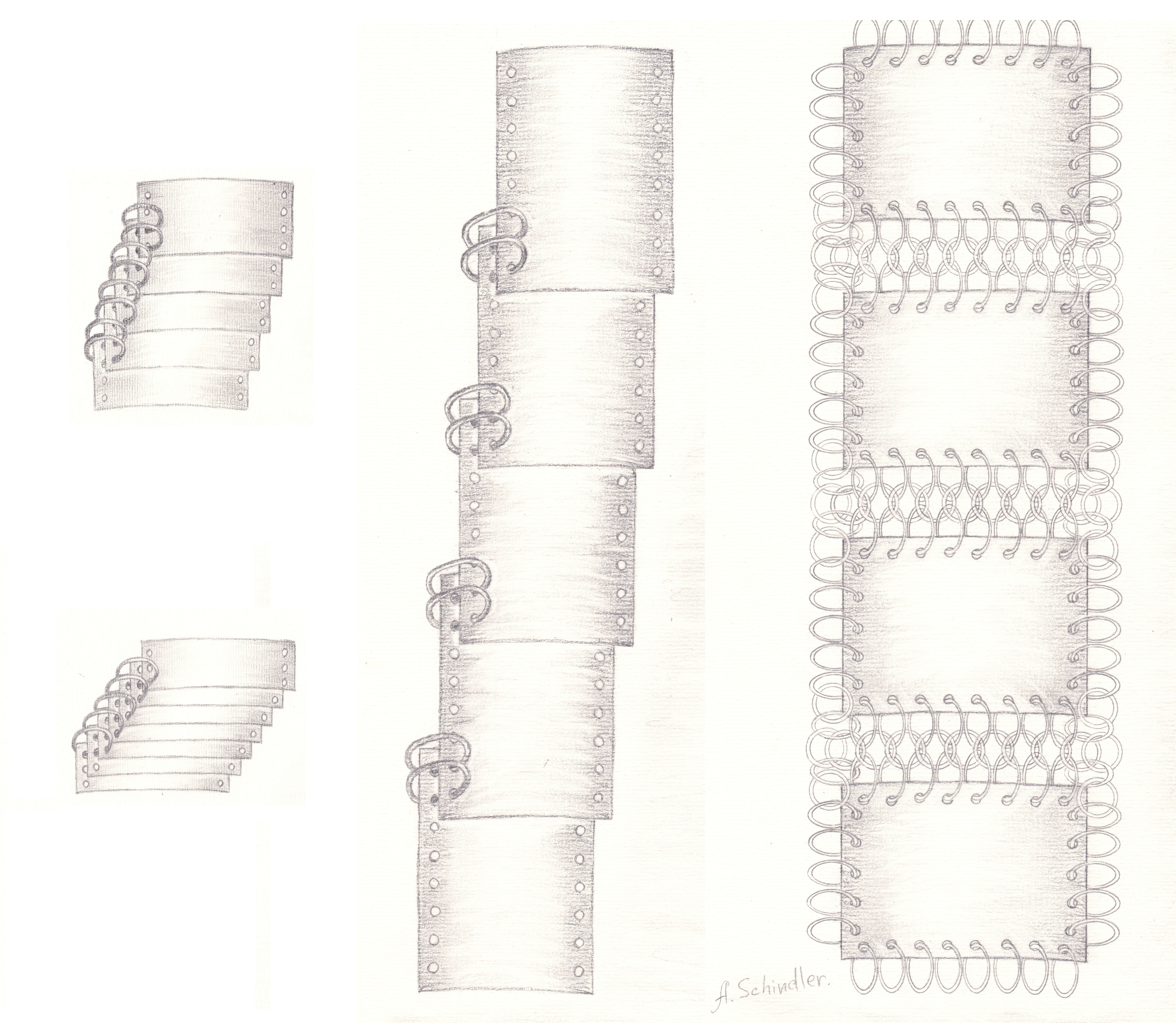
Различные варианты соединения пластин в кольчато-пластинчатых доспехах

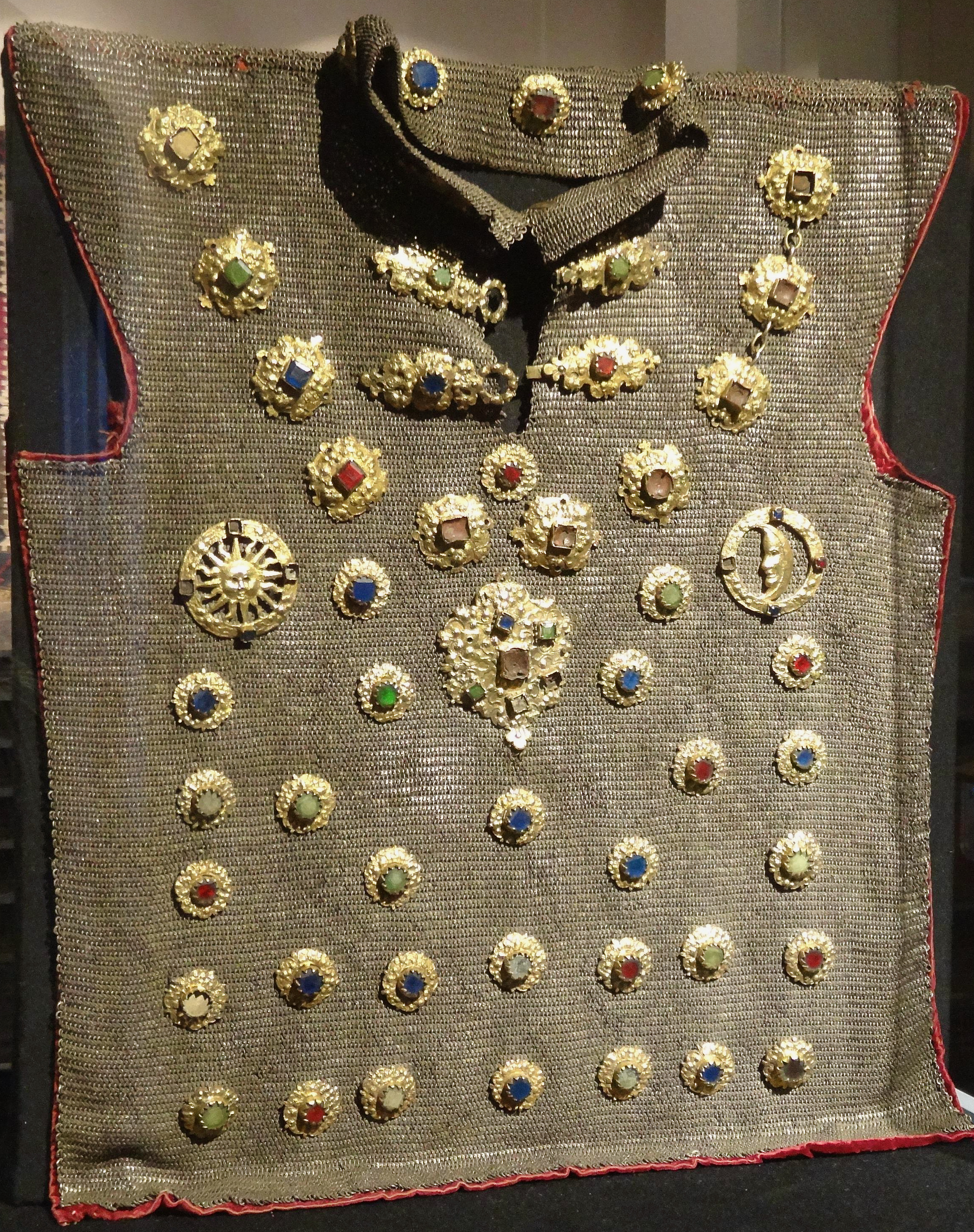
Кольчужная рубаха царя Имеретии Александра III. Очень мелкие плоские клёпаные кольца, усиление массивными бляхами. Середина XVII века.

Согласно наиболее распространённому мнению, данный тип доспеха появился в конце XIV — начале XV века на Ближнем Востоке. Причём отдельные образцы на тот период находят и в Золотой Орде, что по некоторым версиям, возможно, говорит о появлении доспеха в Золотой Орде. Согласно же наиболее распространенному мнению об изначальном появлении этих доспехов на Ближнем Востоке, это объясняется импортом доспехов с Ближнего Востока в Золотую Орду. Что любопытно, ранние образцы представляли собой лишь вспомогательную защиту (как правило набедренники), носившиеся вместе с ламеллярным или бригантинным доспехом (куяком).

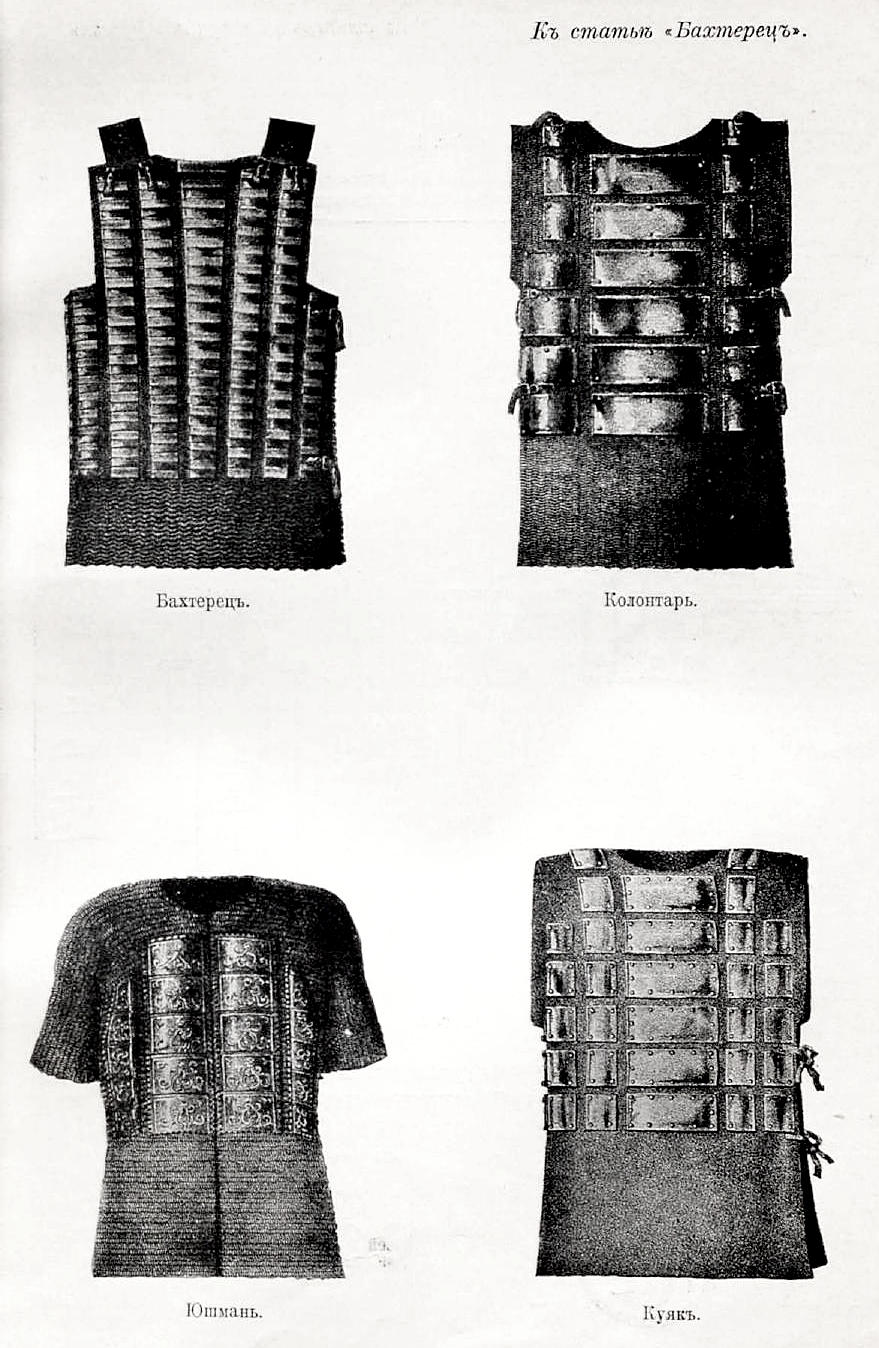
Рисунок из статьи «Бахтерец»
(«Военная энциклопедия Сытина»)

Российский востоковед-оружиевед М. В. Горелик предполагал, что кольчато-пластинчатый доспех был изобретён во второй половине XIV века в Черкесии, но позже был забыт и в XV—XVIII веках уже там не встречался.
Первые изображения, показывающие применение такого доспеха в качестве защиты тела появляются на иранских миниатюрах середины XV века, на которых бехтерец из крупных пластин — почти калантарь или юшман, сочетается с ламинарными наплечниками и подолом, а также большим зерцалом на груди.
Наиболее ранней находкой кольчато-пластинчатого доспеха в России является находка из золотоордынского кургана у станицы Усть-Лабинская Кубанской области и датируется второй половиной XIV — началом XV века. Остатки доспеха представляют собой металлические пластины 7×4 см с отверстиями по краям, в которые вставлены кольца; сохранились также фрагменты, в которых пластины соединены друг с другом с помощью колец.

### Бехтерец
Первое изображение доспеха из пластин, типичных для бехтерца, можно видеть на Багдадской миниатюре 1465 года, однако пластины на нём, видимо, не только соединялись с помощью колец, но и пришивались к матерчатому халату. Вплоть до конца XV века, бехтерец очень часто сочетался с различными ламеллярными и ламинарными элементами. Но ближе к концу XV — первой четверти XVI века в Северном Иране появляется тяжёлый бехтерец, пластины которого закрывали грудь, бока и спину, с рукавами до локтя и подолом до колена также бехтерного плетения, а кольчужное полотно только обрамляло ворот, рукава и подол. Ко второй половине XVI века аналогичные бехтерцы получают распространение и в Средней Азии. В облегчённом варианте пластины защищали только грудь и спину, а остальные части — кольчуга.

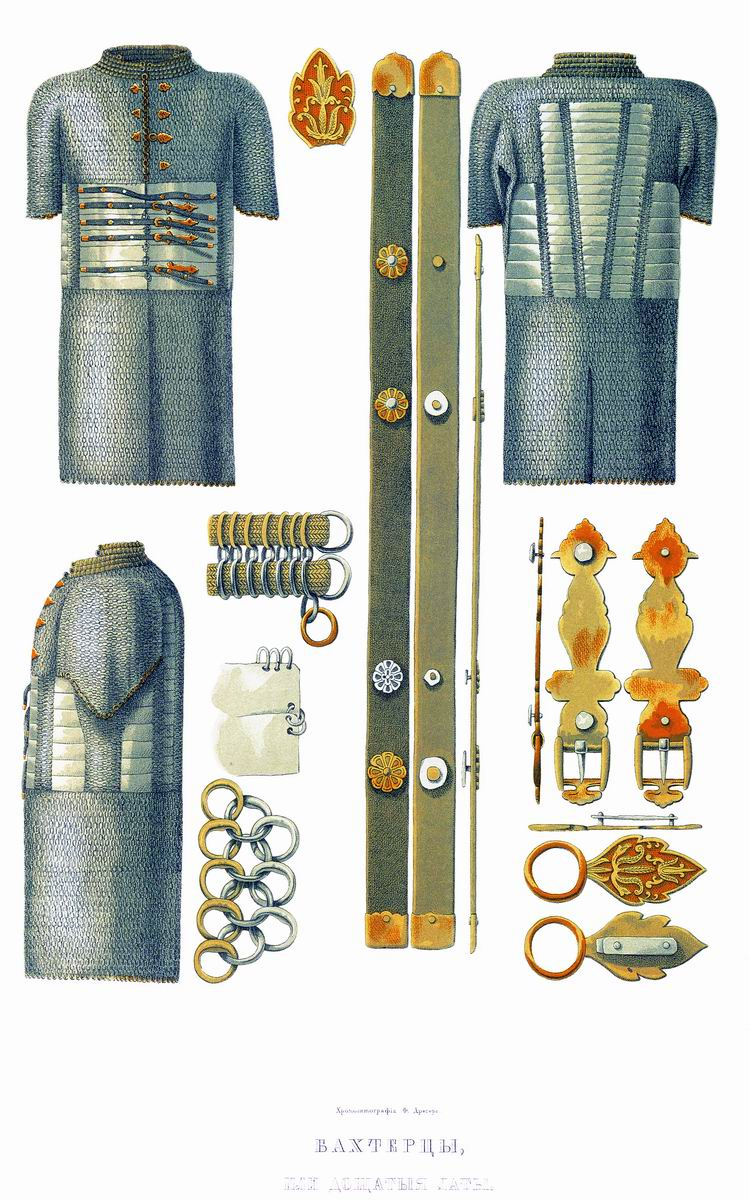
Русские юшман (слева) и бехтерец (справа). Литография из альбома Ф. Г. Солнцева «Древности Российского государства»

Золотой век данного типа доспеха из кольчуги с вплетенными пластинами приходится на XV—XVII века. В течение первой половины XVI века он вытеснил доспехи ламеллярного и пластинчато-нашивного типа. Наиболее популярными в XVI—XVII веках были бехтерцы с 3—9 рядами пластин на груди и на спине, а рукава, бока и подол были кольчужными. Они, чаще всего, были распашными и имели застёжки посередине, а в некоторых вариантах вовсе надевались через голову. В XVII веке нередко встречались облегчённые варианты, в виде кольчуги с 1 или 2 рядами пластин на груди, вероятно, закрывавшими осевой разрез доспеха. Утяжелённые бехтерцы, схожие с ранними образцами XV века применялись значительно реже.

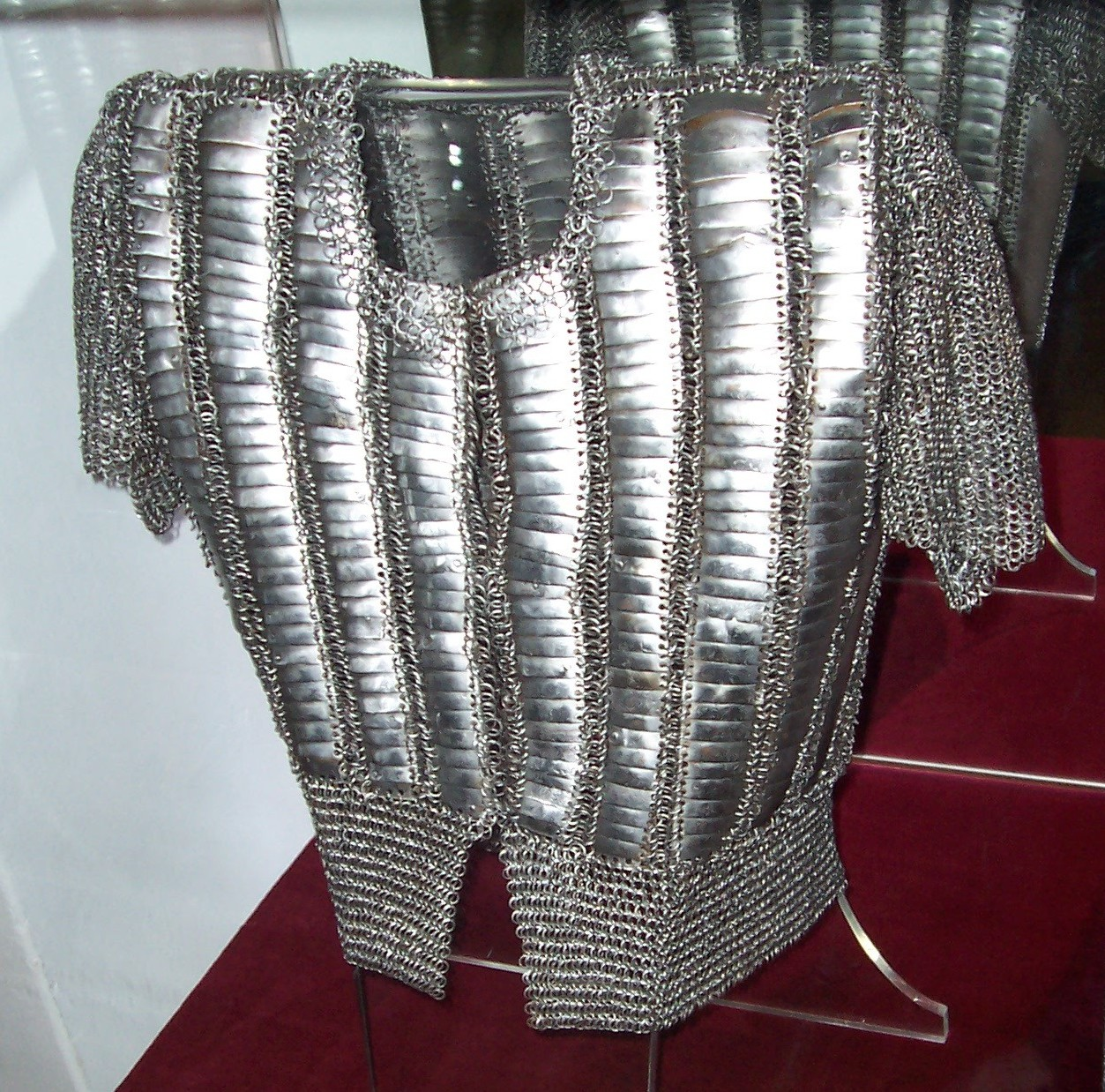
Польский доспех Bechter

Бехтерец набирался из прямоугольных металлических пластин, расположенных вертикально. Было два способа плетения. С боковых сторон этих пластин делалось 3 или 4 отверстия, они соединялись кольцами, таким образом, давая двойное или тройное перекрытие. На классический бехтерец уходило до 1500 таких пластин, вместе с кольчужным подолом и рукавами он весил около 10—12 кг, а в длину составлял порядка 65 см. Бехтерец был очень дорогим доспехом, обладавшим очень высокими защитными свойствами. Защищал он и от ранних образцов ручного огнестрельного оружия.
Первое упоминание бахтерца в русских документах встречается в духовной грамоте Григория Дмитриева Русинова 1521—1522 гг.: «…А со мною на службе доспеху шолом шамахеиской да бехтерец…». Посетивший Россию в первой трети XVI века австрийский дипломат Сигизмунд Герберштейн писал о вооружении русских всадников: «некоторые имеют кольчатый панцирь и погрудный доспех, состоящий из соединённых вместе колец и пластин, расположенных наподобие рыбьей чешуи». Также в бехтерцах изображена часть московской конницы на картине 1520-х годов, изображающей битву под Оршей 1514 года. Русские бехтерцы, в отличие от восточных, обычно были лишены ворота и рукавов, и застёгивались на плечах и правом или левом боку. По утверждению А. В. Висковатова, русские бахтерцы изготовлялись в трёх видах: 1) с небольшим разрезом у шеи, 2) с разрезом на груди — от шеи до низа подола, и 3) с разрезом на левом боку и на плечах, где имели застёжки или завязки из ремней или тесьмы. Причём лишь в последнем варианте они не имели рукавов.
Наиболее известными и дорогими являются бехтерцы, изготовленные в XVII веке для русских царей. Первый был сделан мастером Кононовым в 1620 году для Михаила Фёдоровича Романова. Его нагрудная часть состоит из 5 рядов, в каждом из которых по 102 пластинки, а наспинная — из 7 рядов. На правом боку — 2 ряда, а на левом — 3 ряда пластинок и разрез, причём когда бехтерец застёгнут, третий ряд закрыт. Всего доспех состоит из 1509 пластинок, выкованных из сталистого железа, каждая из которых выпукло-вогнутой формы, украшена золотой наводкой. Ширина каждой пластины — 15 мм, толщина — 1 мм. Они соединены с помощью колец диаметром 12 мм. Доспех снабжён кольчужным подолом. Всего в нём использовано 9000 колец. К верхним пластинам крепятся плечевые ремни. Общая длина бехтерца — 66 см, ширина — 55 см, а вес — 12,3 кг. В описи 1687 года он был оценён в 1000 рублей. Второй был сделан мастером Фёдором Константиновым в 1643 году для Алексея Михайловича. По конструкции он схож с бехтерцем работы Кононова, однако имеет ряд отличий. Доспех застёгивается на правом боку и на плечах. На груди и на спине — по 7 рядов пластинок, на левом боку — 3, а на правом — 4 ряда. Пластинки выпукло-вогнутой формы, их размеры: ширина — 18 мм, длина — 38 мм, толщина 1 — мм. Однако длина пластинок среднего на груди и на спине различна — она увеличивается снизу вверх от 24 до 90 мм. Бехтерец снабжён кольчужным подолом. В целом он состоит из 5520 колец и 1040 пластин. Длина доспеха составляет 62 см, а вес — 4,92 кг.
Бахтерец является третьим по распространенности доспехом Московского поместного войска. В Боярской книге 1555—1556 гг. и десятнях XVI века, и других документах поместной службы, бахтерцы упомянуты 36 раз.
Под русским влиянием бехтерцы попали на Польшу, где имели хождение в XVI—XVII веках. Самым известным и древним из сохранившихся образцов польских доспехов является т. н. «познанский бахтерец» (пол. bechter poznański), изготовленный в 1580 году. Его нагрудная и наспинная часть состоят из 5 рядов пластинок, а боковые — из 2. Бехтерец снабжён небольшими кольчужными рукавами и воротником.

### Юшман

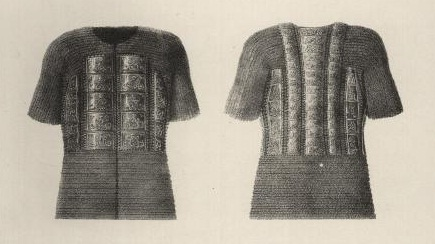
Русские юшманы XVI—XVII вв. Литография из альбома А. В. Висковатова

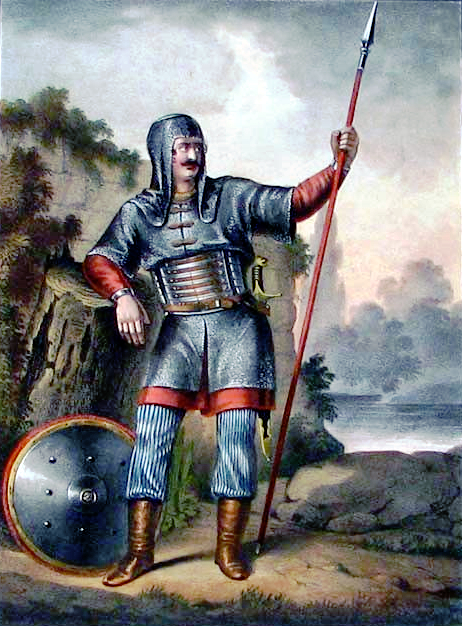
Ратник в юшмане и в мисюрке. Литография из альбома А. В. Висковатова

Юшман — кольчато-пластинчатый доспех, который от бехтерца отличается значительно более крупными передними пластинами, вплетёнными с небольшим нахлёстом. На спине пластины, как правило, были меньше, чем на груди, и их число было больше. Всего на юшман уходило около 100 пластин. Общий вес доспеха составлял 12—15 кг. В большинстве случаев, это был распашной доспех с осевым разрезом и застёгивался на груди. Гибкость у юшмана была заметно ниже, чем у бехтерца, при большей жёсткости, вследствие чего юшман было труднее прогнуть тяжёлым ударом, ломающим кости.
По одной из версий, юшман происходит от кольчуги, к которой с помощью ремней или шнуров прикрепляли металлические пластины. Подобное решение увеличивало защитные свойства доспеха против рубящих ударов. Такой доспех назывался «джавшан». Позднее пластины стали вплетать в кольчужное полотно, что позволило уменьшить вес и стоимость доспеха.
На Руси юшманы впервые упоминаются в 1548 году. В 1573 году среди приказных людей Бронного приказа отмечено 8 «юмшанников» — мастеров по изготовлению юшманов. В Оружейной палате до наших дней сохранилось 3 юшмана. Первый принадлежал царю Михаилу Фёдоровичу. На груди этого доспеха — 3 ряда пластинок, в двух из которых — по 6 пластинок, а в третьем — 8. На спине — 3 ряда, по 18 пластинок в каждом, и на боках — по 3 ряда. Всего юшман состоит из 106 пластин. Его длина — 75 см, ширина в подоле — 50 см, а вес — 14,76 кг. Второй юшман принадлежал боярину Н. И. Романову. Он схож с первым, состоит из 105 пластинок. В длину составляет 62 см, в ширину — 50 см в подоле, весит 11,48 кг. Третий юшман принадлежал царю Алексею Михайловичу. Этот юшман состоит из 99 пластинок. Ворот, подол и рукава украшены рядом из медных колец. Длина этого доспеха — 84 см, ширина — 53 см, вес — 12,3 кг.

### Калантарь

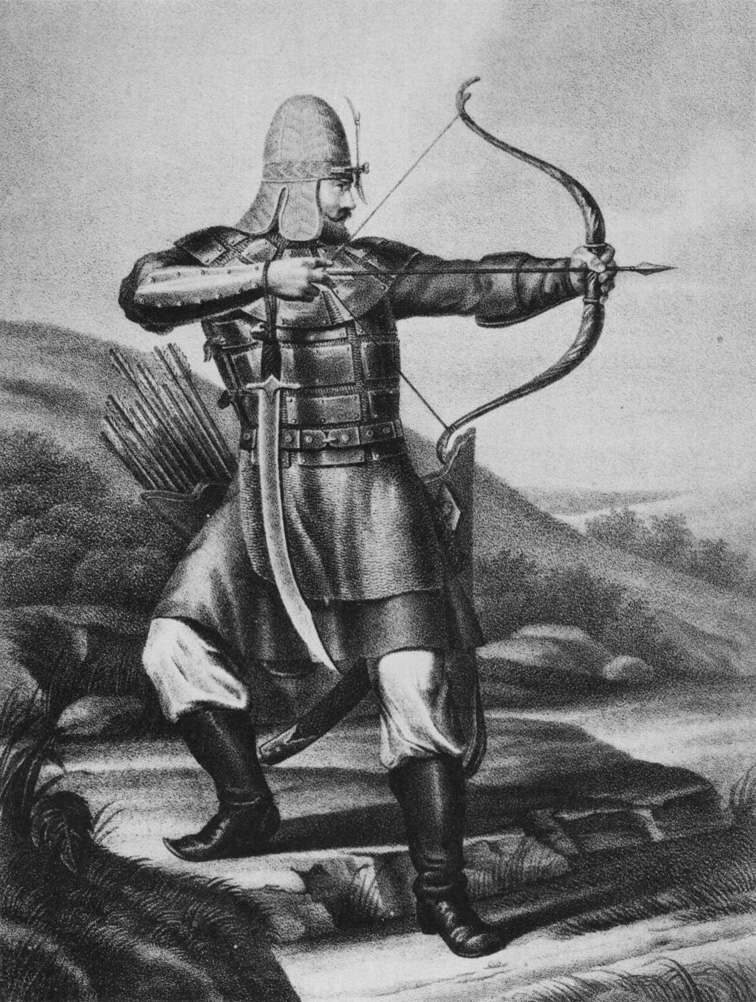
Ратник в колонтаре с бармицей и шапке бумажной. Литография из альбома А. В. Висковатова

Согласно А. В. Висковатову, калантарь рукавов не имел, состоял из двух половин, застёгивавшихся на плечах и с боков. Изготовлялся из металлических «досок» — пластин, соединённых кольцами. Спереди они были крупнее, сзади — мельче, для улучшения подвижности. Панцирный или кольчужный подол мог доходить до колен.

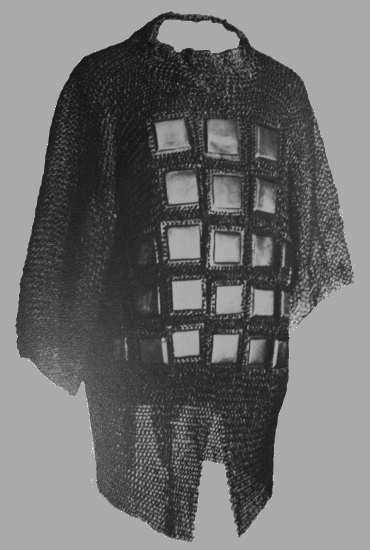
Русский калантарь № 68257, ГИМ

Происхождения термина «калантарь» или «колонтарь» считается неизвестным. Дорджи Банзаров отнес этот термин к восточным заимствованиям, однако не дал чѐткого определения, предложив искать его корни в турецком, татарском, персидском или арабском языках. Возможное происхождение этого термина находится в глоссарии «Книги побед» Шараф ад-Дина Йедзи, где написано, что «калантар, перс. — старейшина племени, предводитель; старшина (административный чиновник), купеческий старшина». Таким образом, можно предположить, что этот вид доспеха получил название по должности военачальников, носивших его.

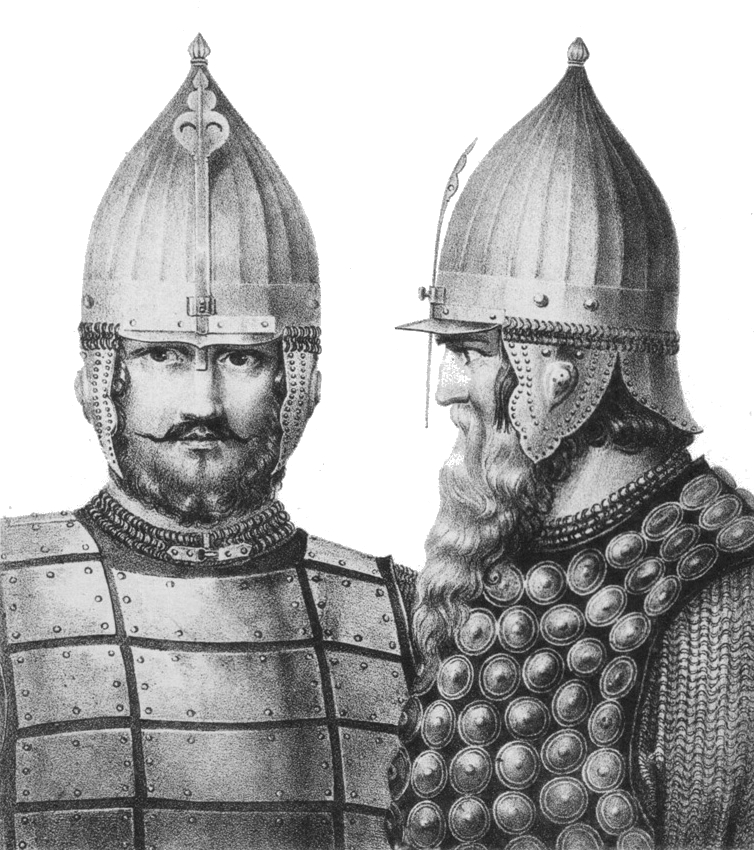
Ратники в колонтаре (слева) и куяке (справа). Литография из альбома А. В. Висковатова

Описание безрукавного калантаря из работы А. В. Висковатова настолько прочно вошло в историографию, что все без исключения последующие авторы уверенно утверждали, что калантарь исключительно безрукавный доспех. Исходя из этого утверждения, считалось, что ни одного русского калантаря не сохранилось. Из-за этой исторической ошибки никто не искал калантарь среди кольчато-пластинчатых доспехов, имевших рукава. Главным отличием калантарей от юшманов и бахтерцев является техника вплетения пластин в кольчужное полотно. Если пластины бахтерцев и юшманов находили одна на другую, то пластины калантаря вплетались в кольчужное полотно со всех четырёх сторон, имея на каждом краю пластины отверстия для колец. Эта главная отличительная черта позволяет распознать единственный калантарь хранящийся в российских музеях. Он находится в ГИМ под инвентарным № 68257. Этот доспех состоит из 54 квадратных пластинок, собранных на кольчужные кольца с круглым сечением, клѐпанные на гвоздь. Грудь и спина выполнены из трех вертикальных рядов по пять пластин, бока — из четырѐх вертикальных рядов по три пластины. У калантаря имеются кольчатые воротник, подол и рукава.

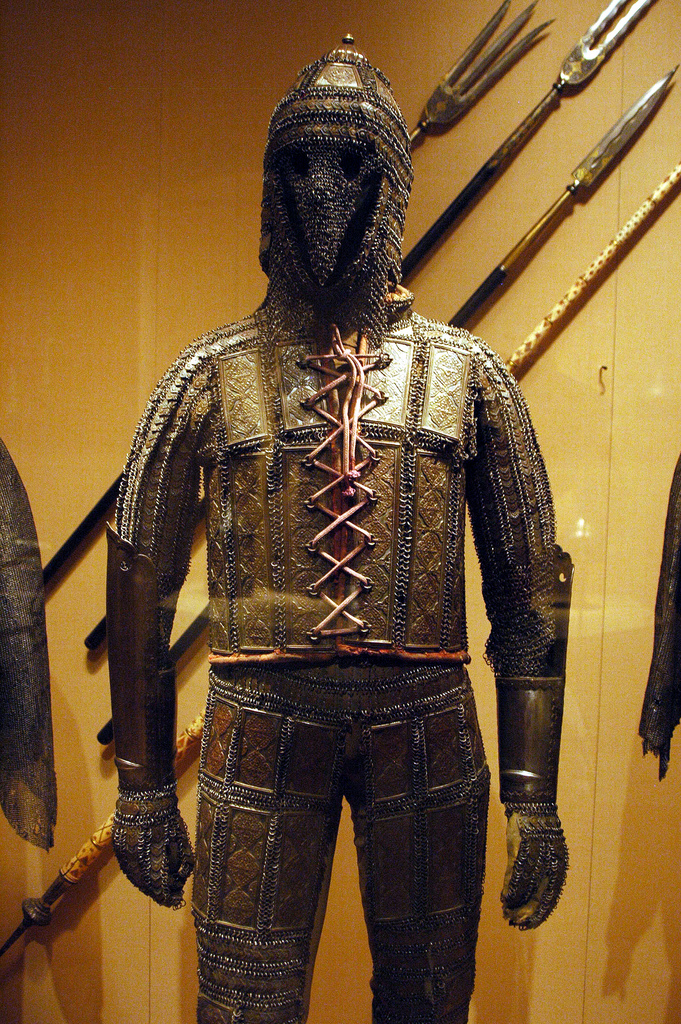
Индийский кольчато-пластинчатый доспех. Синд, XVIII в. Музей Метрополитен

Другим примером калантаря выступает османский калантарь под инвентарным номером G PO 2702 из парижского Музея Армии, датируемый XV—XVI веком. Его грудь выполнена из 4 вертикальных рядов по 6 пластин, по бокам 2 ряда из 6 пластин, а спина состоит из 3 рядов по 6 пластин. Всего в этом доспехе 66 прямоугольных одинаковых пластин. Ещѐ один калантарь южно-сибирского производства находится в коллекции Томского Государственного университета.
В XVI столетии подобные доспехи стали популярными в империи Великих Моголов. Традиционный индийский кольчато-пластинчатый доспех носил название 
зира-бактар (перс. зира — «кольчуга», бактар — «панцирь»). Спереди он состоял из интегрированных в кольчужное плетение крупных пластин, а сзади — из продолговатых маленьких пластинок, вплетённых в кольчугу несколькими вертикальными рядами. Таким образом, он представлял собой некий симбиоз бахтерца и калантаря, и обычно застёгивался крючками и ремнями с пряжками. Лучшие образцы подобной защиты тела изготовлялись в Синде (совр. Пакистан).
В русских источниках упоминания о калантарях редки. Ранним из них является один из списков Задонщины XV века, в котором при описании русского войска упоминаются «калантыри злачены». В Казанской истории 60-х годов XVI века об Иване IV сказано: «и стояше, весь вооружен в златыя броня, в рекомый калантырь, и готов на подвиг». В одной из описей Оружейной палаты упоминается «калантарь стальной, доски прорезные, пряжи и наконешники и гвоздья железные, золочёны; застешки, тесма шолк зелен червчатъ, с золотом». Также есть сведения, что цена колонтаря доходила до 1000 рублей — огромной суммы для тех лет.

### Кольчато-пластинчатые зерцала

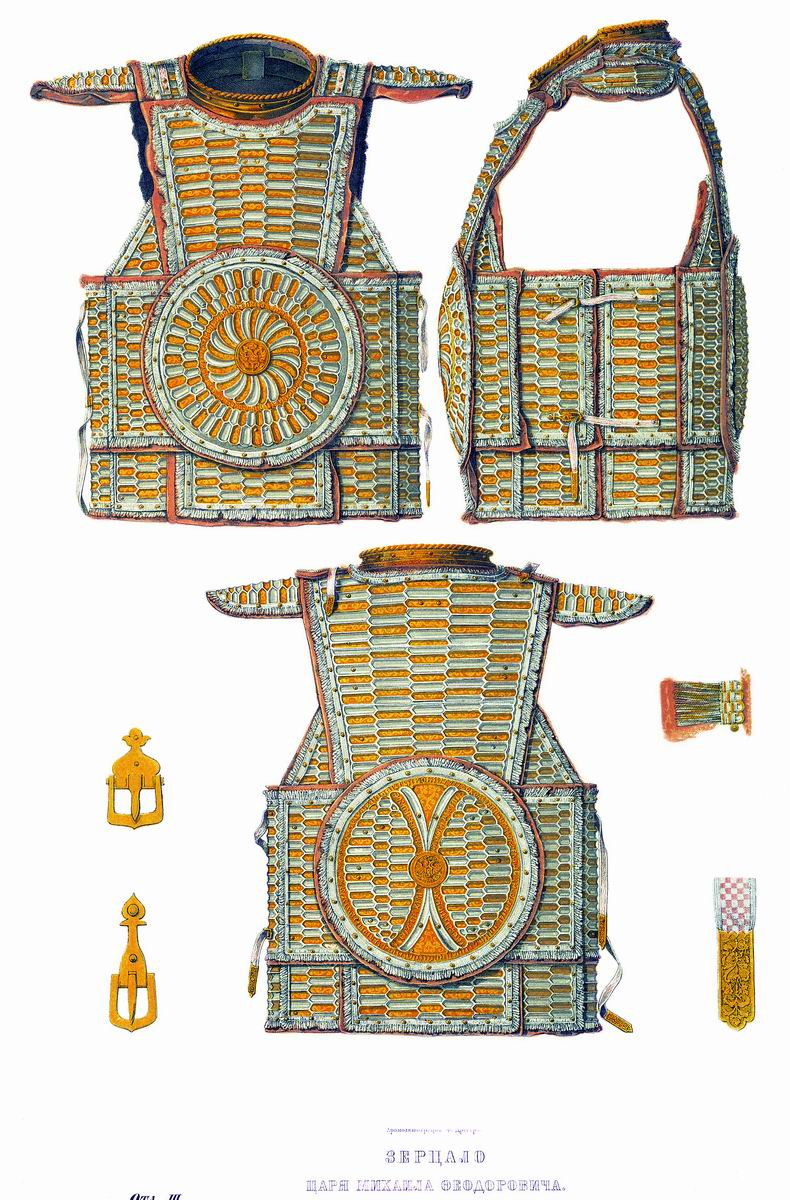
Зерцало царя Михаила Романова. Литография из альбома Ф. Г. Солнцева «Древности Российского государства»

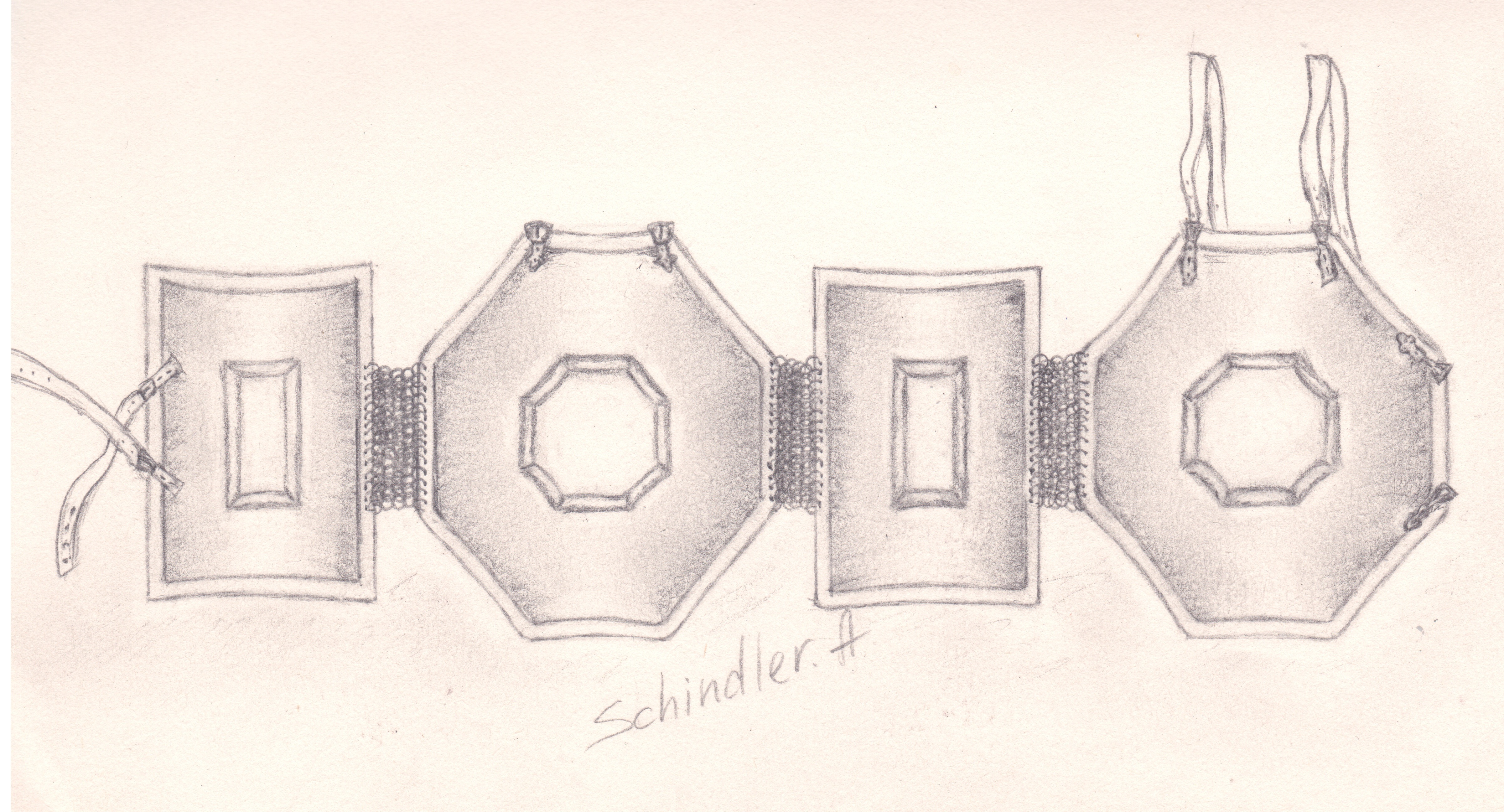
Схематический вид московских зерцал XVI—XVII вв.

К кольчато-пластинчатым доспехам, технически также можно отнести те виды зерцального доспеха, в которых пластины зерцал соединены между собой кольцами. Прототипы их, по мнению британского востоковеда-оружиеведа Роберта Элгуда, появились в глубокой древности. Можно выделить два вида таких доспехов: зерцала личные и зерцала полные.

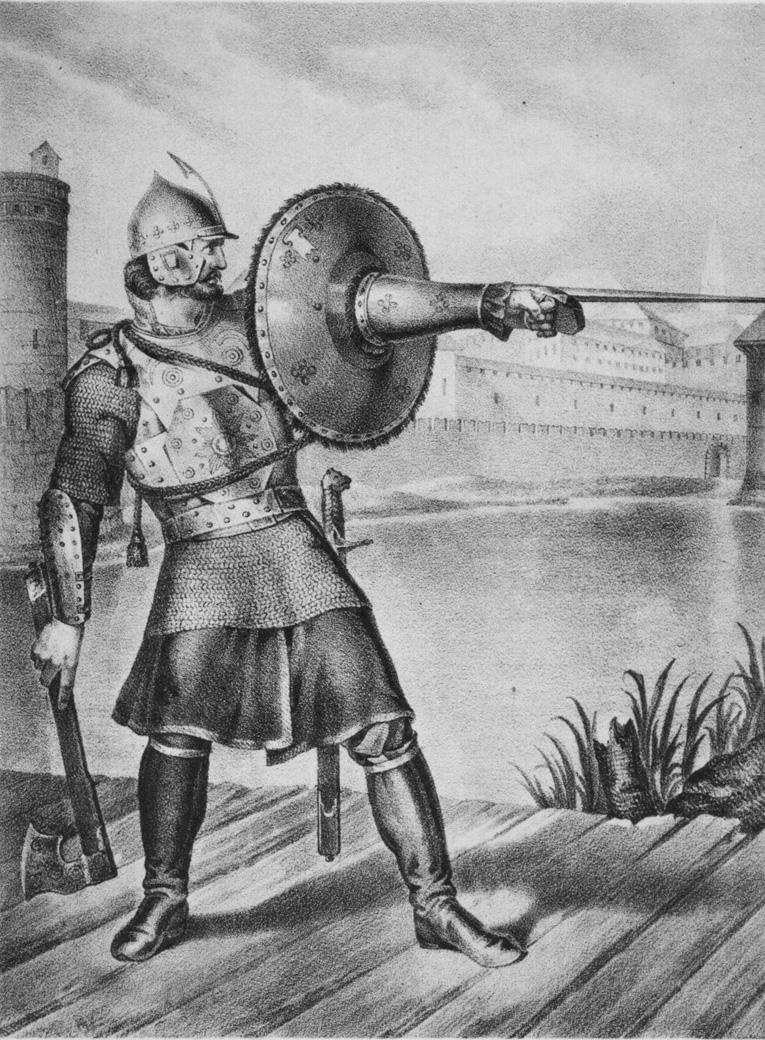
Ратник в зерцале с тарчем.
Литография из альбома А. В. Висковатова

Зерцала личные не были самостоятельным доспехом, а лишь усилением корпусной брони, которые надевались поверх кольчуги или пансыря. Зерцала личные попали на Русь, вероятно из Ирана и происходят от персидского доспеха, называемого «чахар-айина», или чар-айна (перс. «четыре зерцала»). Зерцала личные всегда состояли из четырёх больших пластин: нагрудной, наспинной и двух боковых. Наиболее распространенные формы грудных и спинных пластин — прямоугольники и восьмиугольники. Боковые пластины зачастую были прямоугольной формы и иногда могли иметь подмышечную выемку. Собственно русскими зерцалами личными считались зерцала личные на кольцах, имевшие восьмиугольные пластины на груди и спине. В собрании Оружейной палаты в Москве хранятся 20 экземпляров таких зерцал (№ 4590-4609 по описи 1884 года).
В Индии подобные доспехи распространились при Великих Моголах. Сохранилось несколько их образцов XVII века из собрания Уоллеса в Лондоне и Национального музея в Нью-Дели, причём один из них, происходящий из Раджастхана, состоит не из четырёх, а из шести частей: задней, двух боковых и трёх передних. В Непале применялись чар-айна из четырёх круглых пластин одинакового размера. Известен образец доспеха из Центральной Индии, в котором пластины чар-айна искусно включены в кольчато-пластинчатый панцирь, имеющийся спереди разрез соединяется ремнями с пряжками.
Зерцалами полными являлся самостоятельный зерцальный доспех. Полные зерцала происходят из Османской империи. Такой тип доспеха состоял из больших круглых грудной и спинной пластин, а также множества других пластин. Согласно А. В. Висковатову, у зерцальных пластин были свои названия: «круг (средняя доска, какой бы фигуры она ни была), дощечки, ожерелье (над кругом) и обруч (обхватывавший шею). У передней доски были нарамки (плечевыя скрепления), а у задней наплечки». Количество пластин могло быть от 10 и до 40, в зависимости от их размеров. У таких доспехов, зачастую были в наличии кольчужные подолы. В Оружейной палате хранится два таких доспеха — № ОР-35 (№ 4568 по описи 1884 года) и № 4573 (по описи 1884 года). Ещё один такой русский доспех хранится в Стокгольме в Королевской сокровищнице под инвентарным номером LSK 23462, который, вероятно, является трофеем битвы под Нарвой 1573 года. Полные зерцала на кольцах из Москвы датируются XVII веком.

## Япония

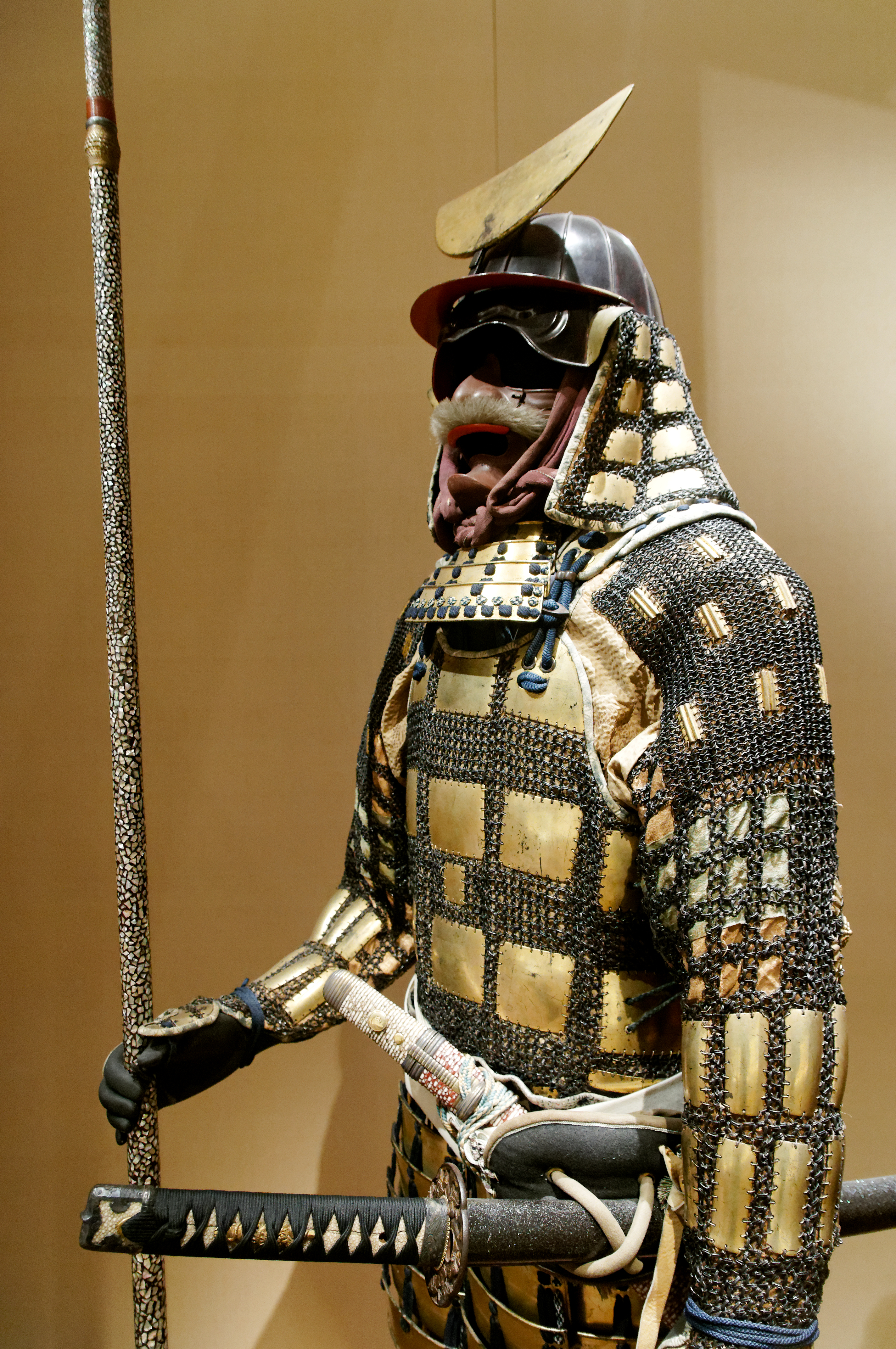
Японский кольчато-пластинчатый доспех

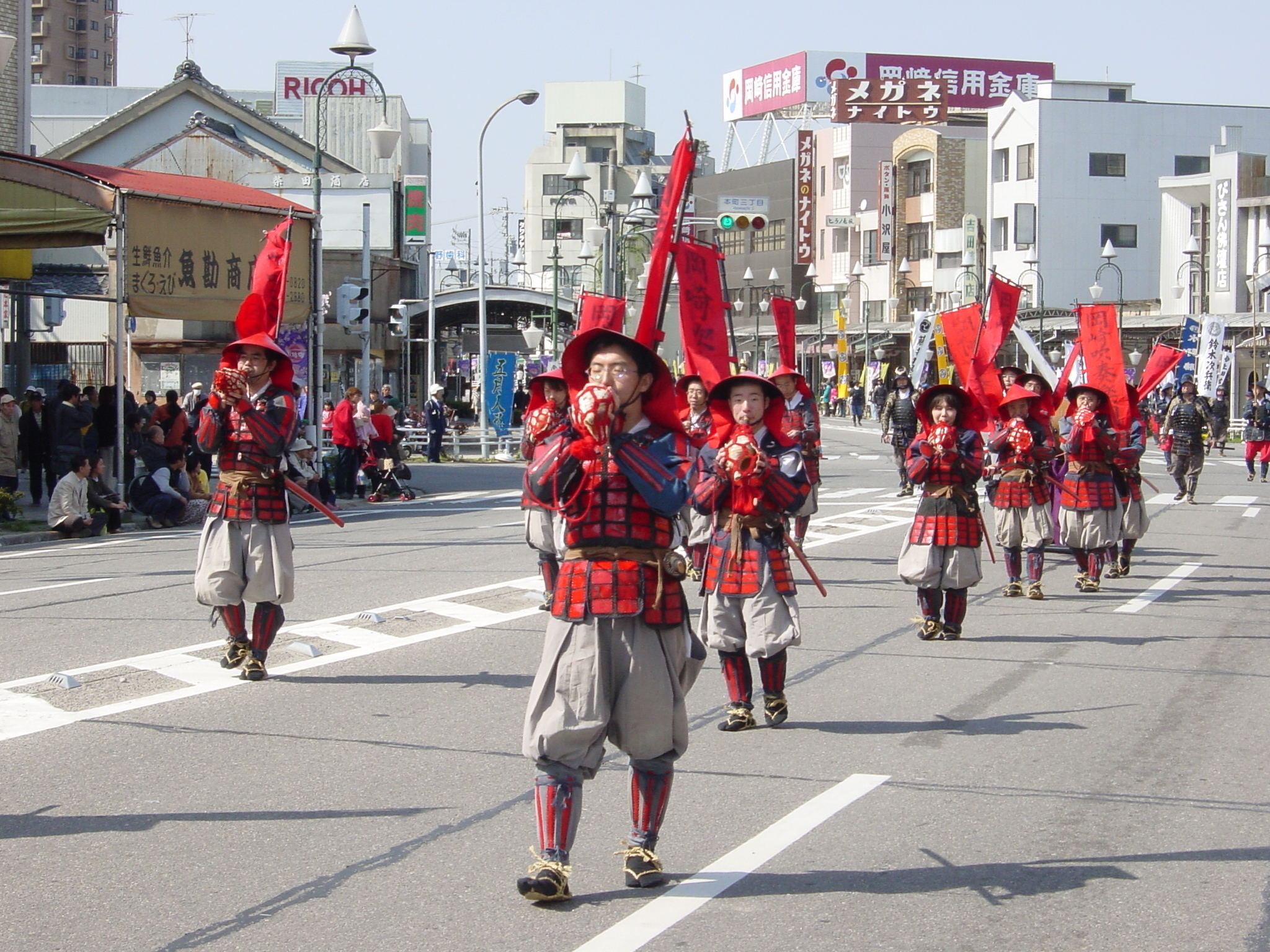
Асигару в окаси татами-до
(буквально в «одалживаемом» складном доспехе, то есть в дешёвых казённых доспехах принадлежащих феодалу)

Японским аналогом калантаря является складной доспех — татами-до из японской «бригантины», который, в отличие от калантаря, мог состоять не только из квадратных, но и из шестиугольных пластин. Другим отличием было то, что пластины в татами-до как правило были небольшими, а не крупными как в калантаре. Третьим отличием являлось то, что и пластины, и кольчуга в татами-до нашивались на суконную основу. Четвёртое отличие состояло из того, что для защиты от коррозии во влажном японском климате пластины татами-до обклеивались кожей и лакировались, а кольчуга просто лакировалась. И наконец пятым отличием был способ плетения японской кольчуги. При этом татами-до, в отличие от калантаря, считался дешёвым и непрестижным доспехом. Так как в отличие от Руси, Ближнего Востока и Средней Азии, где основным доспехом была кольчуга, кольчуга с вплетёнными пластинами была доступна не всем. В Японии основным доспехом в эпоху междоусобных войн был ламинарный доспех из горизонтальных пластин, сплетённых шёлковым шнуром, а японская кольчуга особого плетения служила лишь для прикрытия щелей. От чего доспех из кольчуги, пусть даже и с вплетёнными металлическими пластинами, воспринимался как нечто суррогатное. И даже ламинарный доспех из кожи вместо металла (неотличимый по виду от доспеха из металла обклеенного лакированной кожей), считался престижнее татами-до из металла. Впрочем, исходя заранее из непрестижности татами-до, его нередко делали низкого качества и из тонких пластин, так что он мог уступать по прочности не только калантарю, делавшегося из прочных пластин и отнюдь не для бедных, но и даже хорошему кожаному доспеху.

## Корея

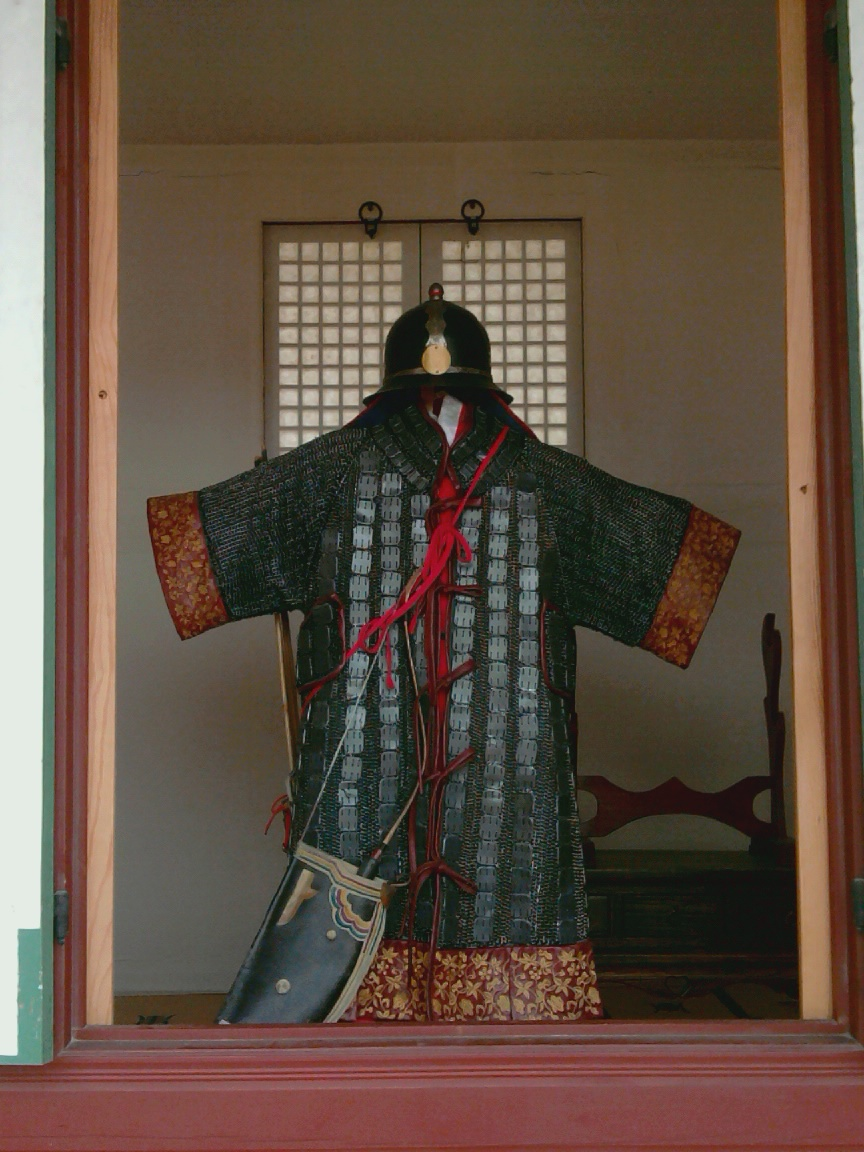
Корейский доспех кёнбонгап (조선의 경번갑)

Корейский аналог колонтаря назывался кёнбонгап (경번갑/鏡幡甲), то есть «доспех, [составленный] из полотнищ, [собранных] из зеркал». Наиболее известный дошедший до наших дней доспех этого типа принадлежал знаменитому полководцу XIV века Чонджи.

## В художественной литературе
Как неотъемлемый элемент защитного вооружения воинов Московской Руси XVI-XVII вв. кольчато-пластинчатые доспехи нередко упоминаются в художественных произведениях, посвященных этой эпохе. Так, в опубликованном в 1863 году романе А. К. Толстого «Князь Серебряный» описывается бахтерец боярина Дружины Морозова:
«В то же время на всех слободских церквах зазвонили колокола, и с двух противоположных концов въехали во внутренность цепи Вяземский и Морозов, оба в боевых нарядах. На Морозове был дощатый доспех, то есть стальные бахтерцы из наборных блях, наведенных через ряд серебром... Вооружение Вяземского было гораздо легче. Еще страдая от недавних ран, он не захотел надеть ни зерцала, ни бахтерцов, хотя они и считались самою надежною бронёй, но предпочел им легкую кольчугу...»